# Estadio Militar de Santiago

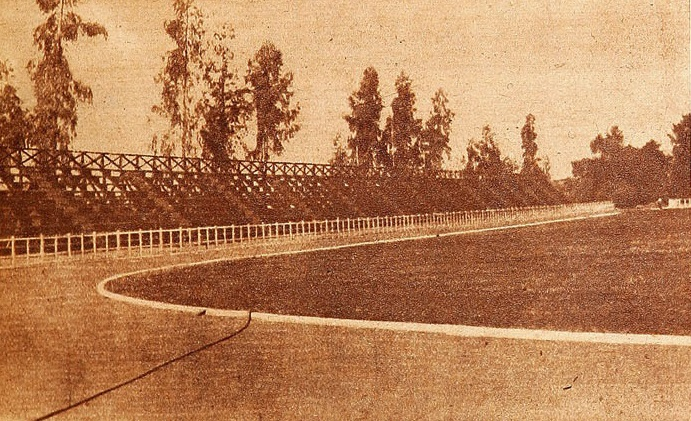
El Estadio Militar en los años 1940.

El Estadio Militar de Santiago es un recinto deportivo ubicado en el centro de la ciudad de Santiago, Chile. De propiedad del Ejército de Chile, fue inaugurado en 1925, y cuenta con una capacidad de 500 espectadores. En 1935, fue sede del Campeonato Sudamericano de Atletismo, tal como de diversos encuentros del fútbol chileno.

## Historia
El estadio fue construido por iniciativa de Marmaduke Grove y Ramón Cañas Montalva. En ese entonces, el objetivo era dotar a la guarnición de la ciudad de Santiago de un campo de ejercicios al aire libre, en terrenos al sur del Parque Cousiño, donde antes estaba el polígono de tiro de la Escuela Militar. Fue inaugurado en 1925.
El recinto contó con la primera pista de ceniza para el atletismo en la capital. En 1928, fue el lugar donde se realizó la etapa final de la selección de atletas para la representación chilena de los Juegos Olímpicos de Ámsterdam. Manuel Plaza, que ganaría la primera medalla olímpica chilena, triunfó en la prueba de maratón. En 1935, el estadio fue sede del Campeonato Sudamericano de Atletismo, siendo aquella la tercera vez en la cual Santiago era escenario del torneo. La justa deportiva consagró a Chile como campeón sudamericano de atletismo, en donde destacaron las victorias de Vicente Salinas.
En 1928, la Liga Central de Football de Santiago nombró al recinto deportivo como uno de sus campos oficiales, y más tarde, en el año 1936, Colo-Colo se hizo responsable del arriendo y la administración, lo que llevó a una serie de mejoras en las graderías. 
El 29 de marzo de 1936, estos trabajos fueron inaugurados con un amistoso internacional, ante el cuadro uruguayo de Rampla Juniors, que terminó con victoria de los albos por 4:1. Colo-Colo hizo de local en el estadio hasta 1937, aunque en 1942 disputó otros 8 encuentros en el torneo oficial de ese año.
El 13 de junio de 1937, el Estadio Militar recibió el primer Clásico Universitario del fútbol profesional, entre Universidad Católica y Universidad de Chile, encuentro válido por la competencia de la Serie B, segunda categoría del balompié nacional.
Para los años 1960, era el estadio donde Municipal de Santiago, de la Segunda División, efectuaba su localía. En esa época, el estadio contaba con una capacidad de 4000 espectadores, y ofrecía escasas comodidades.